# فيرنر ماير (منافس ألعاب قوى)
فيرنر ماير هو منافس ألعاب قوى سويسري، ولد في 31 مايو 1949.

## وصلات خارجية
- فيرنر ماير على موقع الاتحاد الدولي لألعاب القوى (الإنجليزية)
- فيرنر ماير على موقع أوليمبيديا (الإنجليزية)